# Dolley Madison
Dolley Madison, född Paine 20 maj 1768 i New Garden i North Carolina, död 12 juli 1849 i Washington, D.C., var amerikansk presidentfru 1809–1817 som hustru till James Madison.

## Biografi
Dolly Madisons familj var kväkare från Virginia, som tillfälligt hade bosatt sig i North Carolina. När hon var 15 flyttade hon med familjen till Philadelphia.
Den 7 januari 1790 gifte hon sig med John Todd, kväkare och advokat. Efter tre års äktenskap blev hon änka med en liten son; ett annat barn hade avlidit i späd ålder. Hon var en vacker kvinna, trots sin enligt kväkarnas regler enkla framtoning och klädedräkt, och hon lockade snart till sig en lång rad friare, bland dem "den store lille Madison", såsom hon beskrev honom i ett brev. De gifte sig den 15 september 1794, när han var 43 år och hon 26.
Dolly Madison började snart klä sig i eleganta kreationer men hade en värme och enkelhet som gjorde henne till en av sin tids populäraste personer. Hon fungerade som värdinna i vita huset under Thomas Jeffersons tid som president och sedan som första dam från 1809 till 1817. Hon ägnade mycken tid åt att inreda Vita huset, men hennes fina draperier förstördes när britterna brände ner byggnaden 24 augusti 1814. Hon lyckades dock rädda Gilbert Stuarts berömda målning av George Washington undan lågorna och även hennes makes ovärderliga anteckningar som beskriver Författningskonventet 1787.
Medan Vita huset byggdes om bodde presidentparet i en privatbyggnad kallad Octagon House. Makarna hade inga gemensamma barn; hennes son från första äktenskapet växte upp till en slarver. Sedan de lämnat Washington fortsatte Dolley Madison att hålla stora middagsbjudningar på Montpelier, makens plantage i Virginia.
Efter James Madisons död återvände hon till Washington och slog sig ned i ett litet hus mittemot Vita huset, där hon fortsatte att mottaga hyllningar.
Dolley Madison avled 1849.